# Flash (serial telewizyjny 2014)
Flash (ang. The Flash) – amerykański serial telewizyjny z gatunku science fiction należący do franczyzy Arrowverse, którego twórcami są Greg Berlanti, Andrew Kreisberg oraz Geoff Johns. Serial jest spin-offem serialu Arrow, którego twórcami również są Berlanti i Kreisberg. Serial jest emitowany od 7 października 2014 roku przez The CW.
Głównym bohaterem serialu jest Barry Allen, znany również jako superbohater o pseudonimie Flash (w tej roli Grant Gustin), który zadebiutował w serialu Arrow, w ósmym odcinku drugiego sezonu (The Scientist).
W Polsce serial po raz pierwszy wyemitowała stacja TV Puls 2 listopada 2015 roku, a następnie emitowany na kanale AXN od 1 lutego 2016 roku.
7 stycznia 2020 roku potwierdzono produkcję siódmego sezonu.

## Fabuła
Serial opowiada o Barrym Allenie, który w wyniku uderzenia przez piorun z pobliskiego laboratorium, zyskał nadludzkie moce – stał się najszybszym człowiekiem na świecie. Strzeże on porządku w mieście Central City jako superbohater Flash.

## Obsada

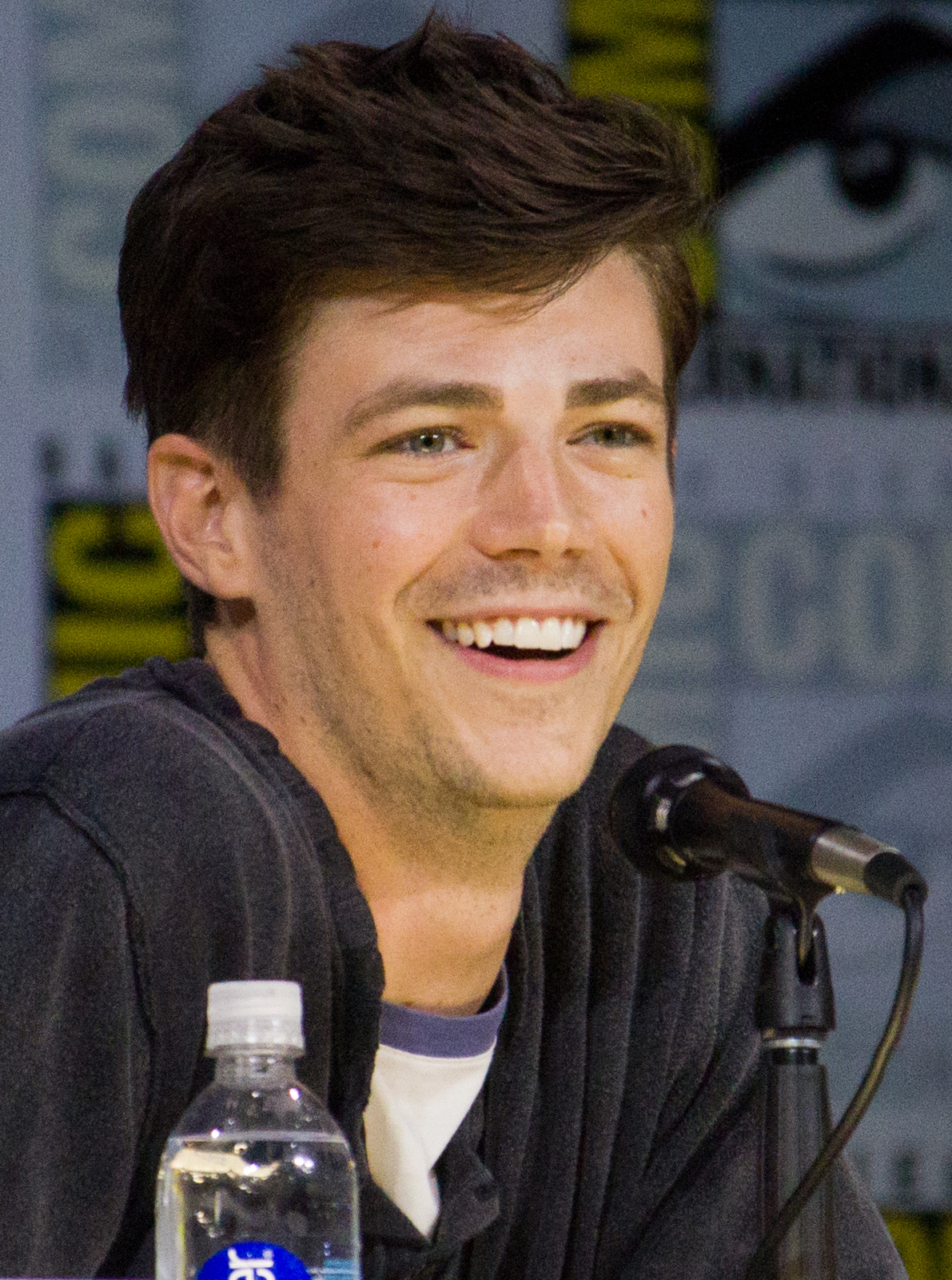
Grant Gustin
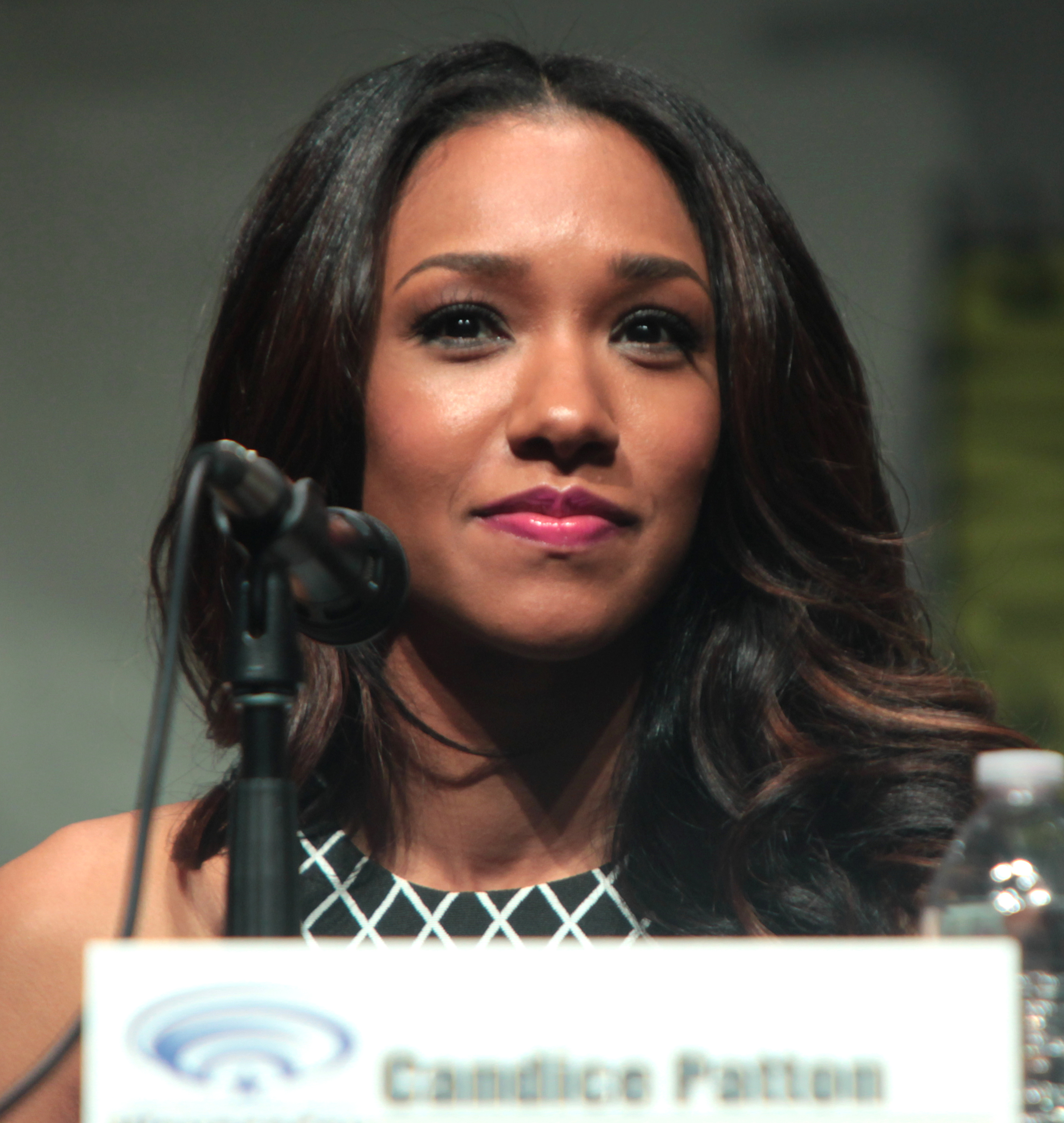
Candice Patton
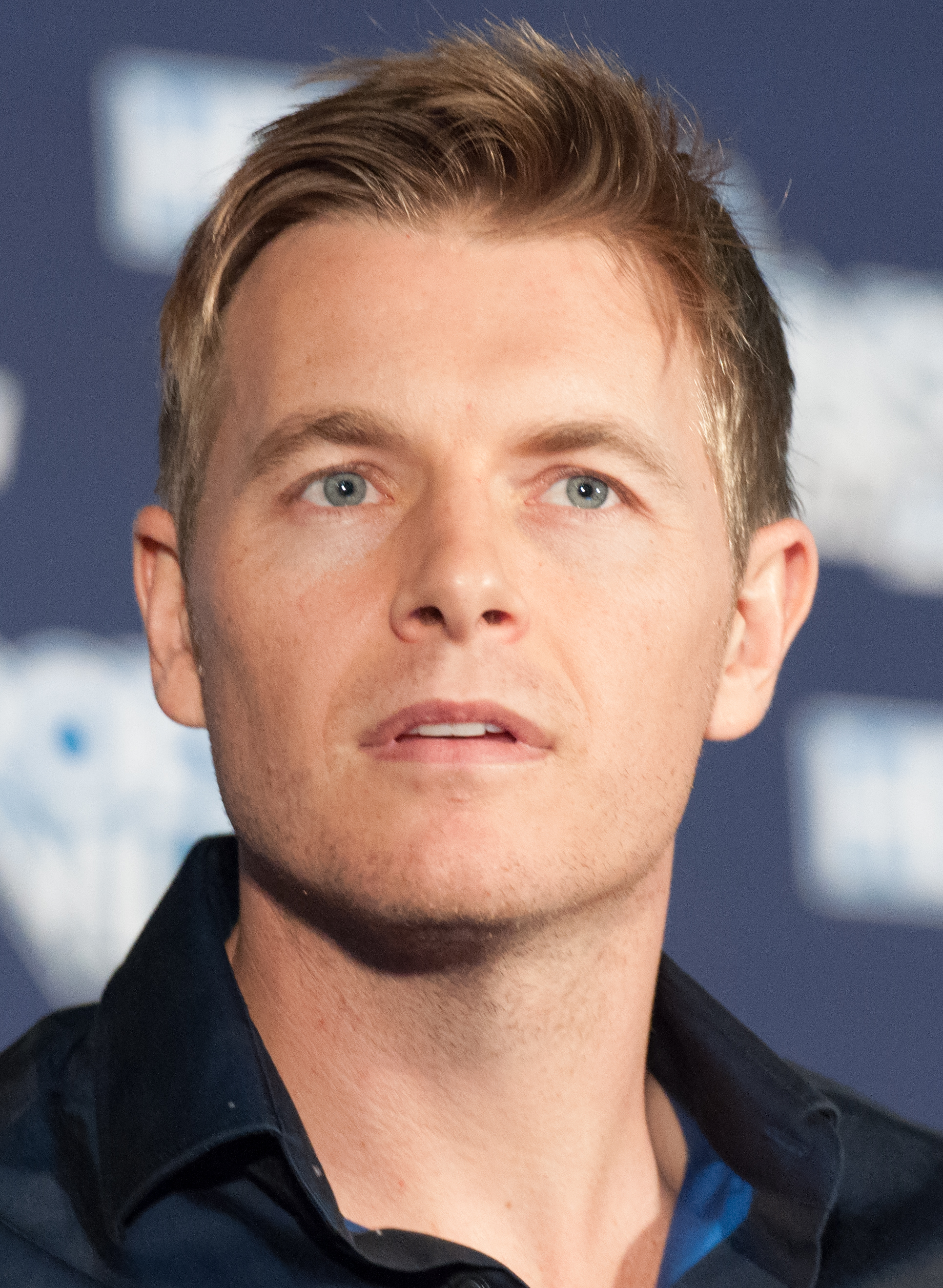
Rick Cosnett
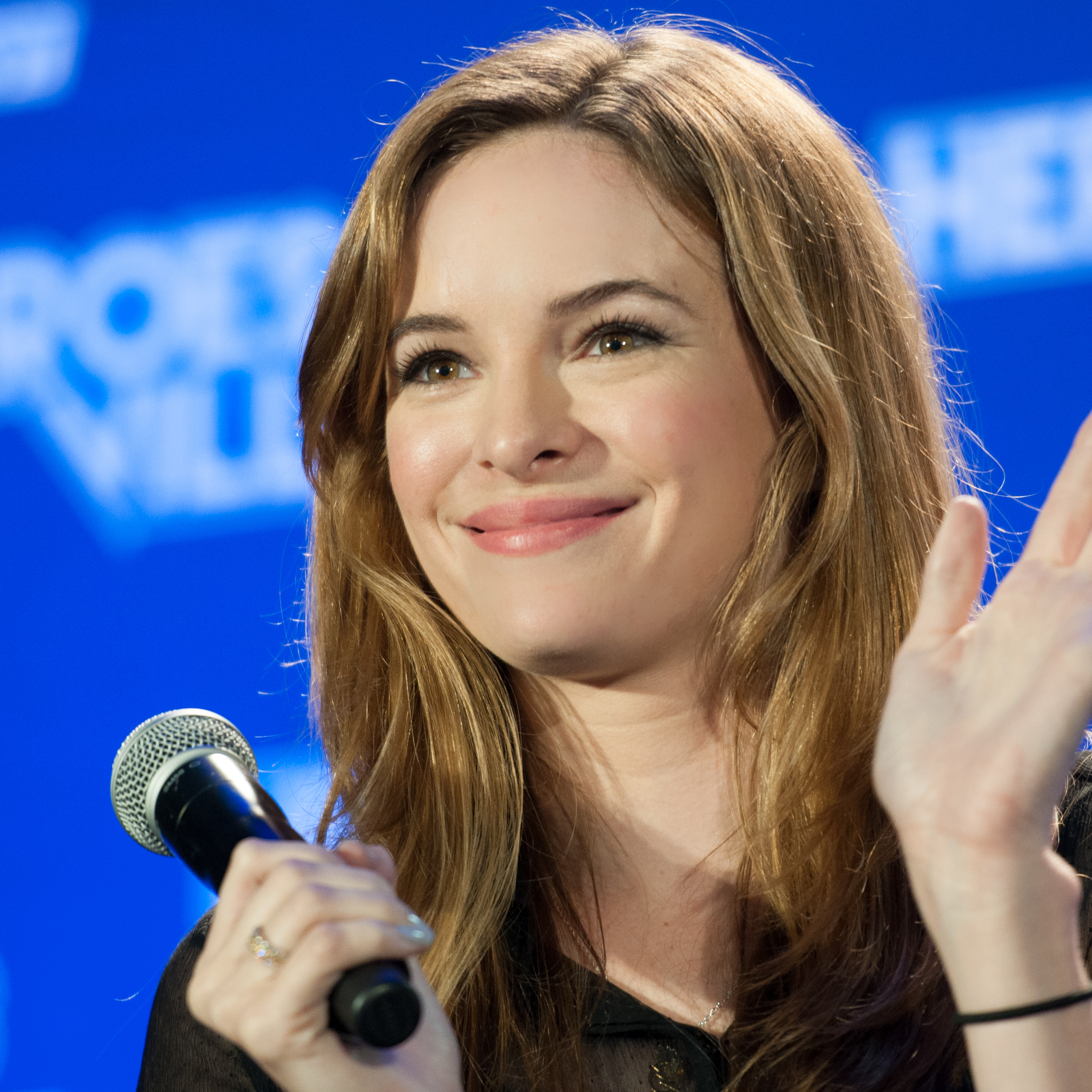
Danielle Panabaker
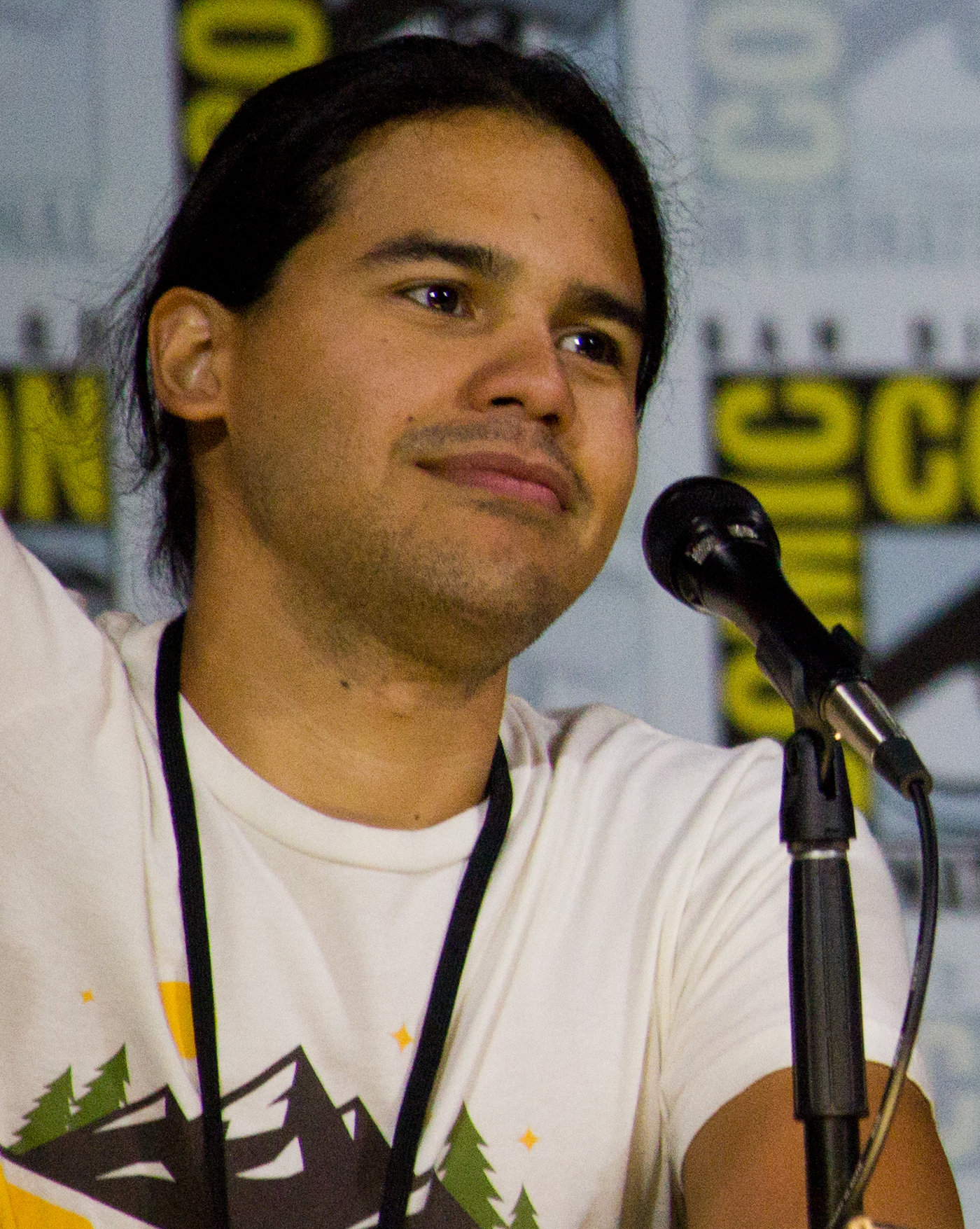
Carlos Valdes
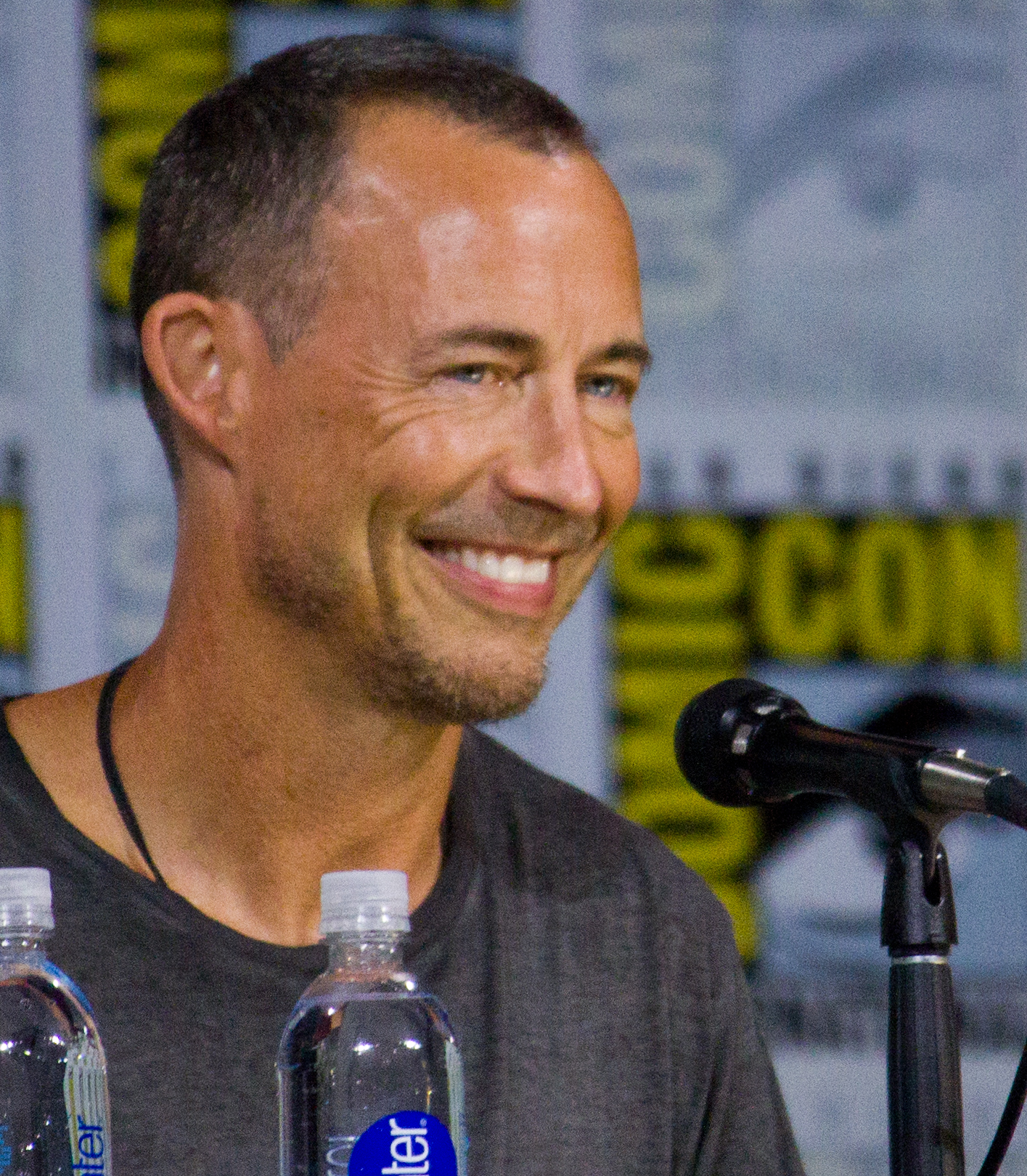
Tom Cavanagh
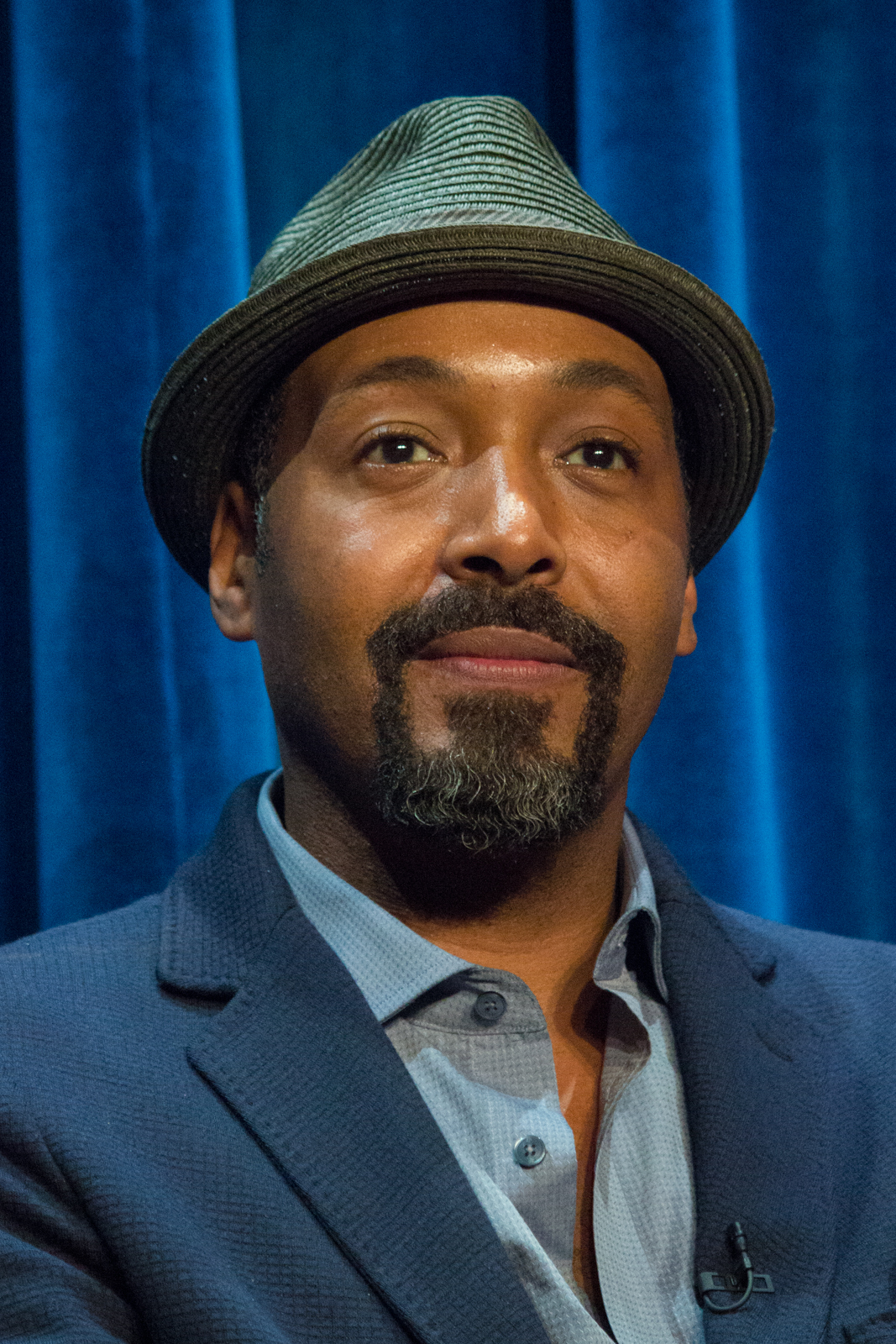
Jesse L. Martin
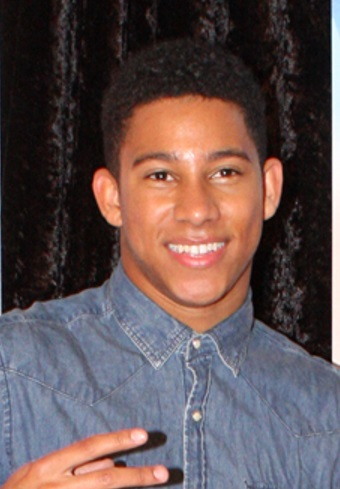
Keiynan Lonsdale
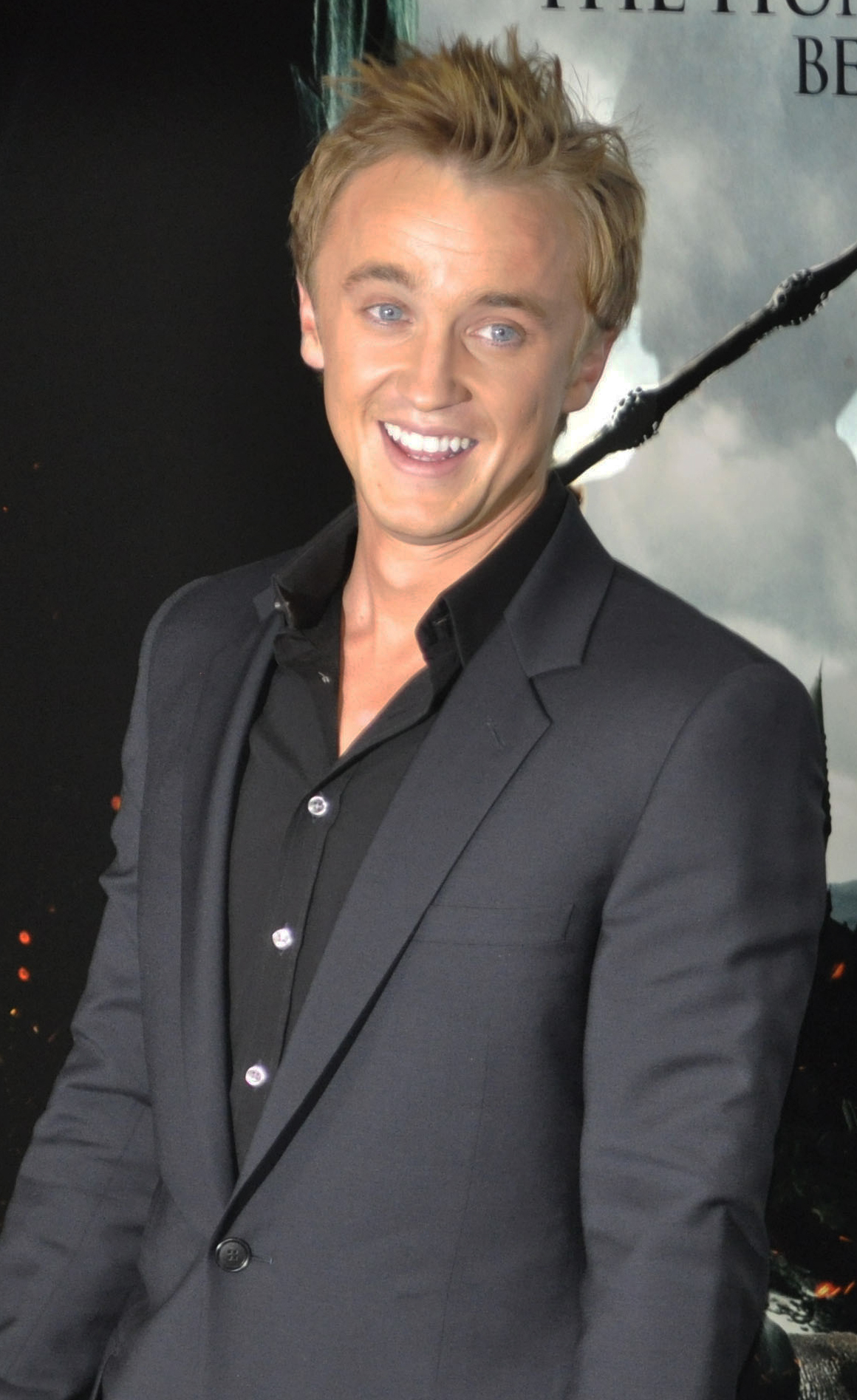
Tom Felton
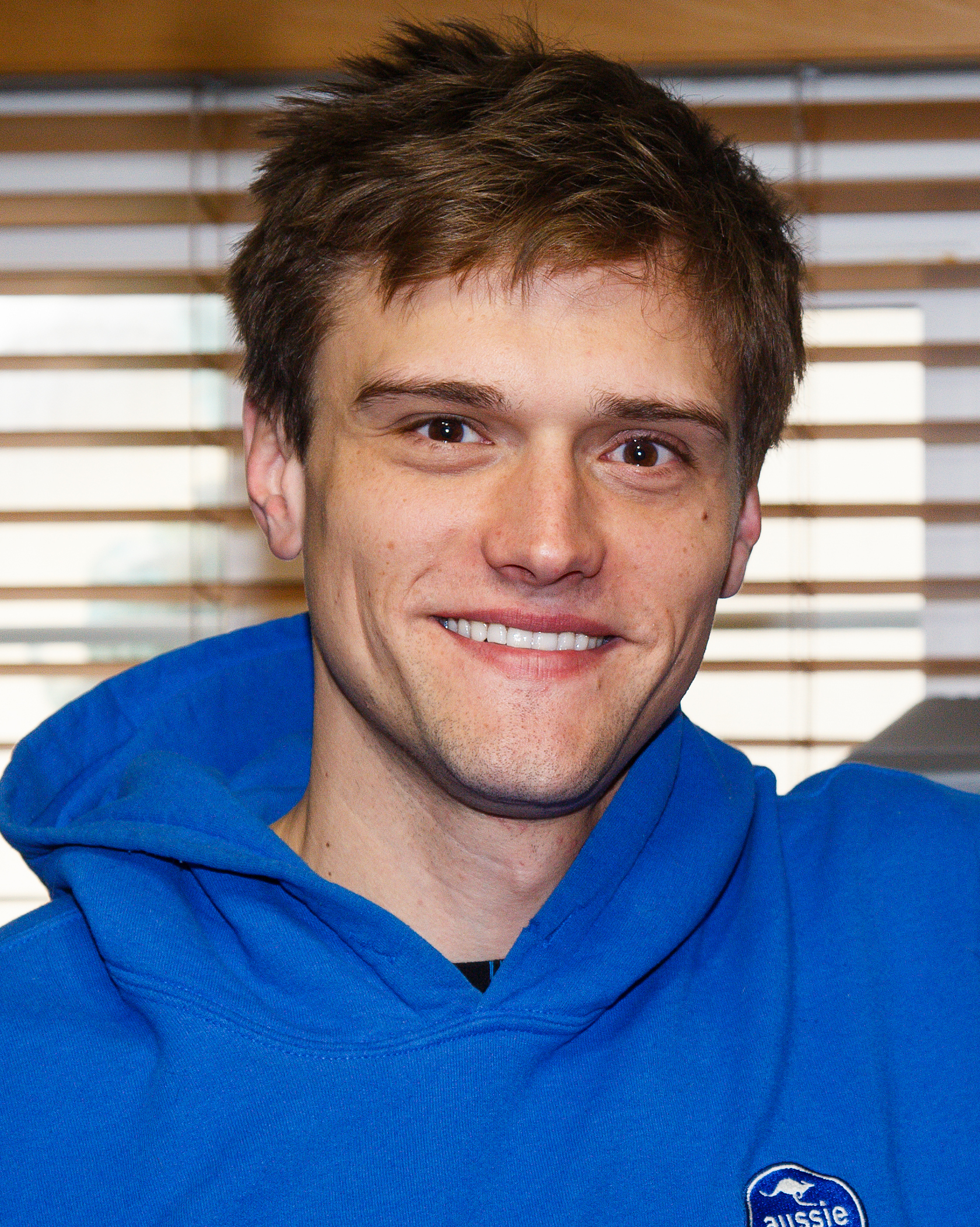
Hartley Sawyer
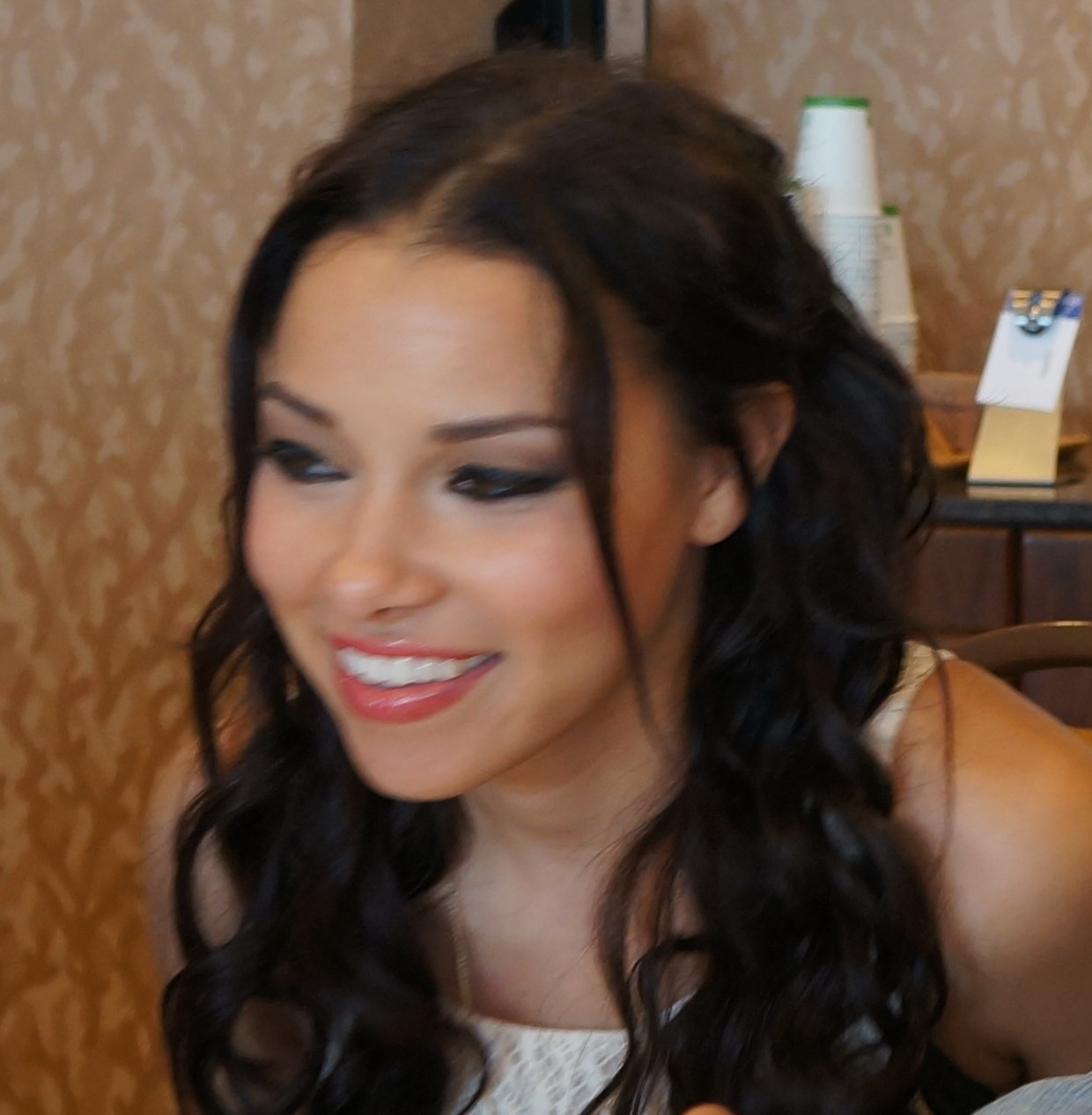
Jessica Parker Kennedy

### Główna
- Grant Gustin jako Barry Allen/Flash – główny bohater serialu, śledczy pracujący dla departamentu policyjnego w Central City. Kiedy miał 11 lat, jego matka została zamordowana, a jego ojciec niesłusznie skazany za tę zbrodnię. Barry poświęcił całe życie by udowodnić, że jego ojciec jest niewinny i znaleźć prawdziwego mordercę jego matki. Pewnego dnia, podczas wybuchu akceleratora cząsteczek został porażony piorunem przez co zyskał nadprzyrodzoną szybkość. Postanowił pomagać ludziom jako zamaskowany superbohater, Flash.
- Candice Patton jako Iris West – najlepsza przyjaciółka Barry'ego, z którą mieszkał odkąd skończył 11 lat. Barry jest w niej bezgranicznie zakochany. Po skończeniu studiów postanowiła zostać dziennikarką. Zaczęła pisać bloga o Flashu. W tajemnicy przed swoim ojcem Joe zaczęła się spotykać z jego partnerem, Eddiem. Wkrótce także zaczęła się spotykać z Barrym, z którym później wzięła ślub.
- Danielle Panabaker jako Caitlin Snow/Killer Frost – inteligentna ekspertka w dziedzinie bioinżynierii. Caitlin myślała, że jej narzeczony zginął podczas wybuchu akceleratora, co okazało się nieprawdą. Wkrótce wzięła z nim ślub. Była bardzo zżyta ze swoim ojcem, który zmarł, gdy była małą dziewczynką. Jest metaczłowiekiem z mocą manipulowania lodem.
- Rick Cosnett jako Eddie Thawne (sezon 1; gość specjalny sezony 2 i 3) – młody policjant przeniesiony do policyjnego departamentu w Central City z Keyston City. Został partnerem Joe po tym jak jego poprzedni partner został zastrzelony przez Clyde'a Mardona. Zaczął się spotykać z Iris. Okazuje się być dalekim przodkiem największego wroga Barry'ego, Eobarda Thawne'a.
- Carlos Valdes jako Cisco Ramon/Vibe – techniczny geniusz. Tak samo jak Barry posiada nadprzyrodzone moce, o których istnieniu dowiaduje się później. Jego mocą jest manipulowanie wymiarami. Jest najlepszym przyjacielem Caitlin, a wkrótce także zostaje przyjacielem Barry'ego.
- Tom Cavanagh jako:
  - Harrison Wells/Eobard Thawne/Reverse Flash – naukowiec, który wpadł na pomysł akceleratora cząsteczek wraz ze swoją małżonką, która zginęła podczas wypadku samochodowego w Starling City w 2000 roku. Jest bardzo tajemniczym mężczyzną. Barry, Caitlin i Cisco ufają mu, nie wiedząc, że ich mentor coś przed nimi ukrywa. Okazuje się, że tak naprawdę jest to Eobard Thawne, który przejął ciało prawdziwego Wellsa.
  - Harry Wells – odpowiednik Wellsa z Ziemi-2. Przybył na Ziemię-1, szukając u drużyny Flasha pomocy, gdyż jego córka Jesse została porwana przez Zooma.
  - HR Wells – odpowiednik Wellsa z Ziemi-19. W przeciwieństwie do swoich poprzedników posiada poczucie humoru.
  - Sherloque Wells – odpowiednik Wellsa z Ziemi-121. Jest jednym z najlepszych detektywów w wieloświecie. Przybył na Ziemię-1, by pomóc drużynie Flasha w schwytaniu Cicady. Jest nieco podejrzliwy w stosunku do Nory.
  - Nash Wells/Pariah – odpowiednik Wellsa z nieznanej Ziemi. Był odpowiedzialny za uwolnienie Anty-Monitora.
- Jesse L. Martin jako Joe West – detektyw pracujący dla policyjnego departamentu w Central City. Ojciec Iris i Wally'ego. Bliski przyjaciel Allenów. Po śmierci Nory przygarnął pod swój dach Barry'ego, którego traktował jak własnego syna.
- Keiynan Lonsdale jako Wally West/Kid Flash (sezony 2-4; gość specjalny sezony 5-6) – syn Joe oraz brat Iris, o którym nie mieli pojęcia, gdyż matka Iris odeszła od nich nie mówiąc Joemu, że jest w ciąży. Powraca, gdy dowiaduje się o istnieniu ojca i siostry. Bierze udział w nielegalnych wyścigach samochodowych. Początkowo nie pała sympatią do Barry'ego, gdyż uważa, że Barry zajął jego miejsce w rodzinie Westów.
- Tom Felton jako Julian Albert/Doktor Alchemy (sezon 3) – śledczy pracujący dla policyjnego departamentu w Central City. Dzieli laboratorium z Barrym. Nie znosi go i uważa, że Barry coś ukrywa.
- Neil Sandilands jako Clifford DeVoe/Thinker (sezon 4) – profesor na uniwersytecie Central City. Podczas wybuchu akceleratora nabył nieprawdopodobną inteligencję. Jest mężem Marlize, z którą razem pracuje nad swoimi niecnymi planami. Dzięki drużynie Flasha stworzył 12 metaludzi, dla których ma specjalne plany.
- Danielle Nicolet jako Cecille Horton[7] (od sezonu 5; gościnnie sezony 1, 3 i 4) – prokurator współpracująca z departamentem policji w Central City. Bliska przyjaciółka Joego, z którym później zaczęła się spotykać. Ma córkę, a także zaszła w ciąże z Joem i urodziła mu kolejną córkę.
- Hartley Sawyer jako Ralph Dibny/Elongated Man[8] (od sezonu 5; gościnnie sezon 4) – były policjant pracujący dla departamentu policji w Central City. Zwolniony za podrzucenie dowodów. Po tym został prywatnym detektywem. Jest jednym z metaludzi stworzonych przez DeVoe. Posiada moc, dzięki której może się rozciągać do nieprawdopodobnych kształtów i rozmiarów. Barry postanawia go trenować, by stał się taki jak on.
- Jessica Parker Kennedy jako Nora West-Allen/XS[9] (sezon 5; gościnnie sezon 4) – córka Barry'ego i Iris, która przybyła do teraźniejszości z roku 2049. Chce poznać swojego ojca, gdyż nie miała ku temu okazji w przyszłości ze względu na jego zniknięcie w 2024 roku. Tak jak Barry jest speedsterką.
- Chris Klein jako Orlin Dwyer/Cicada (sezon 5) – metaczłowiek, który swoje moce nabył podczas Oświecenia. Kawałek satelity Star Labs utknął mu w klatce piersiowej i od tej pory ma połączenie ze swoim sztyletem, którym może negować moce innych metaludzi. Pragnie pozbyć się ich wszystkich ze względu na to, że przez metaczłowieka jego siostrzenica zapadła w śpiączkę.
- Efrat Dor jako Eva McCulloch/Mirror Mistress (od 6 sezonu) – kobieta, która podczas wybuchu akceleratora została uwięziona po drugiej stronie lustra, gdzie jak się okazało zyskała zdolność do manipulowanie lustrami. Planuje zemstę na swoim mężu.
- Kayla Compton jako Allegra Garcia (sezon 7; powracająca sezon 6) – dziewczyna, która podczas wybuchu akceleratora zyskała moc do manipulowania falami elektromagnetycznymi. Niesłusznie spędziła w więzieniu kilka lat. Obecnie pracuje dla Iris w Central City Citizen i jest członkiem Drużyny Flasha.
- Brandon McKnight jako Chester P. Runk (sezon 7; powracający sezon 6) – były naukowiec oraz obecny streamer, który podczas małego eksperymentu zyskał moc do otwierania czarnych dziur.

### Role drugoplanowe
- Patrick Sabongui jako David Singh (sezon 1-obecnie)
- Wentworth Miller jako Leonard Snart/Captain Cold (sezony 1-3); Leo Snart/Citizen Cold (sezon 4)
- Dominic Purcell jako Mick Rory/Heat Wave (sezony 1; 3-4)
- Violett Beane jako Jesse Wells/Jesse Quick (sezony 2-4)
- John Wesley Shipp jako Henry Allen (sezony 1-3 i 5); Jay Garrick/Flash (sezony 2-4; 6); Barry Allen/Flash (sezon 5-6)
- Michelle Harrison jako Nora Allen (sezony 1-3 i 5-6); Joan Williams (sezon 6)
- Robbie Amell jako Ronnie Raymond/Firestorm (sezon 1-3)
- Malese Jow jako Linda Park (sezony 1 i 2)
- Victor Garber jako dr Martin Stein/Firestorm (sezony 1-4)
- Teddy Sears jako Hunter Zolomon/Zoom (sezon 2 i 5)
- Shantel VanSanten jako Patty Spivot (sezon 2)
- Jessica Camacho jako Cynthia/Gypsy (sezony 3 i 4)
- Mark Sweatman jako Matthew Norvock (sezon 4-6)
- Katee Sackhoff jako Amunet Black (sezon 4; 6)
- Kim Engelbrecht jako Marlize DeVoe (sezon 4)
- Lossen Chambers jako Vanessa Ambres (sezon 5)
- Susan Walters jako Carla Tannhauser (sezony 3; 5)
- Islie Hirvonen/Sarah Carter jako Grace Gibbons (sezon 5)
- Vanessa Park jako Kamilla Hwang (sezon 5-obecnie)
- Sendhil Ramamurthy jako Ramsey Rosso/Bloodwork (sezon 6)
- Eric Nenninger jako Joseph Carver (sezon 6)
- Natalie Dreyfuss jako Sue Dearbon (sezon 6-obecnie)

### Goście specjalni
- Stephen Amell jako Oliver Queen/Arrow/Green Arrow (sezony 1-6)
- Emily Bett Rickards jako Felicity Smoak (sezony 1-4)
- David Ramsey jako John Diggle/Spartan (sezony 1-6)
- Katie Cassidy jako Laurel Lance; Black Siren; Siren-X (sezony 1, 2 i 4)
- Paul Blackthorne jako Quentin Lance; SS Sturmbannführer (sezony 1 i 4)
- Melissa Benoist jako Kara Danvers/Supergirl (sezon 3-6)
- Caity Lotz jako Sara Lance/White Canary (sezony 3-4; 6)
- Brandon Routh jako Ray Palmer/Atom oraz Clark Kent/Superman(sezony 1, 3-4; 6)
- Jeremy Jordan jako Grady; Winn Schott (Ziemia-X) (sezony 3 i 4)
- Chris Wood jako Mon-El; Tommy Moran (sezon 3)
- Willa Holland jako Thea Queen/Speedy (sezony 2 i 3)
- John Barrowman jako Malcolm Merlyn; Cutter Moran (sezony 2 i 3)
- Neal McDonough jako Damien Darhk (sezon 2)
- David Harewood jako J'onn J'onzz/Martian Manhunter (sezony 3 i 6)
- Chyler Leigh jako Alex Danvers (sezon 4)
- Juliana Harkavy jako Dinah Drake/Black Canary (sezon 4)
- Tyler Hoechlin jako Clark Kent/Superman (sezony 5-6)
- Danny Trejo jako Josh/Breacher (sezony 4; 6)
- Elizabeth Tulloch jako Lois Lane (sezony 5-6)
- Matt Ryan jako John Constantine (sezon 6)
- Ruby Rose jako Kate Kane/Batwoman (sezony 5-6)
- Katherine McNamara jako Mia Smoak (sezon 6)
- Tom Ellis jako Lucifer Morningstar (sezon 6)
- Cress Williams jako Jefferson Pierce/Black Lightning (sezon 6)
- Jon Cryer jako Lex Luthor (sezon 6)

## Przegląd sezonów
| Sezon | Sezon | Odcinki | Pierwsza emisja The CW | Pierwsza emisja The CW | Pierwsza emisja TV Puls (seria 1)/ AXN (serie 2-6)/ AXN Black (serie 7-8)/ Netflix Polska (seria 9) | Pierwsza emisja TV Puls (seria 1)/ AXN (serie 2-6)/ AXN Black (serie 7-8)/ Netflix Polska (seria 9) |
| Sezon | Sezon | Odcinki | Premiera sezonu        | Finał sezonu           | Premiera sezonu                                                                                     | Finał sezonu                                                                                        |
| ----- | ----- | ------- | ---------------------- | ---------------------- | --------------------------------------------------------------------------------------------------- | --------------------------------------------------------------------------------------------------- |
|       | 1     | 23      | 7 października 2014    | 19 maja 2015           | 2 listopada 2015                                                                                    | 2 grudnia 2015                                                                                      |
|       | 2     | 23      | 6 października 2015    | 24 maja 2016           | 18 kwietnia 2016                                                                                    | 4 lipca 2016                                                                                        |
|       | 3     | 23      | 4 października 2016    | 23 maja 2017           | 20 lutego 2017                                                                                      | 14 sierpnia 2017                                                                                    |
|       | 4     | 23      | 10 października 2017   | 22 maja 2018           | 11 maja 2018                                                                                        | 13 października 2018                                                                                |
|       | 5     | 22      | 9 października 2018    | 14 maja 2019           | 4 października 2019                                                                                 | 4 listopada 2019                                                                                    |
|       | 6     | 19      | 8 października 2019    | 12 maja 2020           | 3 listopada 2020                                                                                    | 30 listopada 2020                                                                                   |
|       | 7     | 18      | 2 marca 2021           | 20 lipca 2021          | 19 maja 2023                                                                                        | 1 czerwca 2023                                                                                      |
|       | 8     | 20      | 16 listopada 2021      | 29 czerwca 2022        | 1 czerwca 2023                                                                                      | 15 czerwca 2023                                                                                     |
|       | 9     | 13      | 8 lutego 2023          | 24 maja 2023           | 1 września 2024                                                                                     | 1 września 2024                                                                                     |

## Produkcja
8 maja 2014 roku stacja The CW zamówiła serial na sezon telewizyjny 2014/15, natomiast 21 października 2014 zamówiła pełny sezon serialu, przez co pierwszy sezon składa się z 23 odcinków.
Jest to drugi serial telewizyjny który przedstawia przygody Barry’ego Allena. Pierwszym był emitowany w latach 1990–1991 serial Flash z Johnem Wesley Shippem w roli głównej. Shipp występuje gościnnie również w nowej produkcji o przygodach superbohatera w roli Henry’ego Allena.
11 stycznia 2015 roku stacja The CW prolongowała produkcję serialu o kolejny, drugi już sezon. 11 marca 2016 roku stacja The CW ogłosiła przedłużenie serialu o kolejny, 3. sezon. 8 stycznia 2017 roku, stacja The CW ogłosiła oficjalnie przedłużenie serialu o czwarty sezon. 2 kwietnia 2018 roku, stacja The CW ogłosiła oficjalnie przedłużenie serialu o piąty sezon. 31 stycznia 2019 roku potwierdzono produkcję szóstego sezonu.
Na początku stycznia 2020 roku stacja The CW ogłosiła zamówienie sezonu siódmego.
W lutym 2021, stacja potwierdziła produkcję ósmego sezonu.